# Chalco (Nebraska)
Chalco je naseljeno područje za statističke svrhe u američkoj saveznoj državi Nebraska. Prema popisu stanovništva iz 2010. u njemu je živjelo 10,994 stanovnika.